# Шёж
Шёж (фр. Cheuge) — коммуна во Франции, находится в регионе Бургундия. Департамент коммуны — Кот-д’Ор. Входит в состав кантона Мирбо-сюр-Без. Округ коммуны — Дижон.
Код INSEE коммуны — 21167.

## Население
Население коммуны на 2010 год составляло 113 человек.
| 1962 | 1968 | 1975 | 1982 | 1990 | 1999 | 2010 |
| ---- | ---- | ---- | ---- | ---- | ---- | ---- |
| 77   | 59   | 73   | 113  | 127  | 115  | 113  |

## Экономика
В 2010 году среди 63 человек трудоспособного возраста (15—64 лет) 48 были экономически активными, 15 — неактивными (показатель активности — 76,2 %, в 1999 году было 74,4 %). Из 48 активных жителей работали 46 человек (24 мужчины и 22 женщины), безработных было 2 (1 мужчина и 1 женщина). Среди 15 неактивных 4 человека были учениками или студентами, 10 — пенсионерами, 1 был неактивным по другим причинам.